# Escudo de la Unión Soviética
El escudo de la Unión Soviética corresponde al emblema nacional utilizado por dicho Estado desde su establecimiento  en 1922 hasta su disolución en 1991. A lo largo de su historia, el emblema tuvo diversas modificaciones, pero en general mantuvo la misma estructura desde su adopción, el 6 de julio de 1923.
Aunque se trata de un emblema y no de un escudo de armas pues, técnicamente hablando, no respeta las normas heráldicas, en ruso siempre ha sido llamado герб, la palabra usada para los escudos de armas tradicionales.

## Descripción
La Constitución de la Unión Soviética de 1936, describía el emblema nacional de la URSS en su artículo 143: "El escudo de la Unión de Repúblicas Socialistas Soviéticas consta de la hoz y el martillo sobre el globo terráqueo, iluminado por los rayos del sol y orlado de espigas, con la siguiente inscripción en las lenguas de las repúblicas federadas: «¡Proletarios de todos los países, uníos!» En lo alto del escudo figura una estrella de cinco puntas." 
El escudo está compuesto por los tradicionales símbolos soviéticos de la hoz y el martillo sobre un globo terráqueo, que es abrazado por dos haces de trigo rodeados por una cinta roja con el lema de la URSS, «¡Proletarios de todos los países, uníos!», escrito en las quince lenguas de las Repúblicas Socialistas Soviéticas, en orden inverso al que son citadas en la Constitución de la URSS. Dentro de los haces y bajo el globo aparece un sol radiante, representante del porvenir, y encima del conjunto una estrella roja de cinco puntas. 
La versión usada en 1991 tenía el lema de la URSS en 15 idiomas, después de que en 1956, la República Socialista Soviética Karelo-Finesa fuera integrada en la RSFS de Rusia como República Socialista Soviética Autónoma.
Cada uno de los escudos de las repúblicas que conformaban la URSS tenían sus propios escudos de armas, que eran modificaciones del escudo nacional. El escudo de la URSS también sirvió de base para muchos otros escudos de Estados socialistas, como la República Federal Socialista de Yugoslavia y la República Democrática Alemana.

## Historia

### Primera versión (1923-1936)
El proyecto del escudo fue aceptado el 6 de julio de 1923 en la segunda sesión del Comité Central del Partido Comunista de la Unión Soviética y la versión se completó el 22 de septiembre de ese año.
Este diseño se fijó en la Constitución Soviética de 1924: 

"El emblema del Estado de la URSS está compuesto de una hoz y un martillo en el mundo sobre los rayos del Sol y rodeado por las espigas de trigo con la inscripción ¡Proletarios de todos los países, uníos! en seis idiomas: ruso, ucraniano, bielorruso, georgiano, armenio y tártaro. En la parte superior el emblema lleva una estrella de cinco puntas".

### Segunda versión (1936-1946)
De acuerdo con la Constitución de la Unión Soviética de 1936, la URSS se constituía de 11 repúblicas, agregándose los idiomas estonio, letón, lituano, moldavo y finés, con un total de once cintas.

### Tercera versión (1946-1956)
El número de repúblicas de la URSS se convirtió en 16, poco antes de la Gran Guerra Patria, pero el Escudo cambió para reflejar esto sólo después de la guerra. Por una Decisión del Presídium del Sóviet Supremo de la URSS de 26 de junio de 1946, las 16 repúblicas constituyentes están representadas en el Escudo, pasando a tener 16 cintas con el lema en (además de los anteriores): azerí, turcomano, uzbeko, tayiko, kazajo, kirguís, actualizándose debido a la transferencia del alfabeto latino al alfabeto cirílico de las respectivas repúblicas.

### Cuarta versión (1956-1991)
En 1956 la República Socialista Soviética Carelo-Finesa se transformó en la República Autónoma Socialista Soviética de Carelia, lo que se reflejó en el escudo de la URSS. En una decisión del Presídium del Sóviet Supremo de la URSS de 12 de septiembre de 1956, la cinta que llevaba el lema en finés fue eliminada.
Un cambio aún más pequeño se introdujo en el lema en bielorruso por decisión del Presídium del Sóviet Supremo de la URSS, del 1 de abril de 1958.

Primera versión del Escudo (1923–1936).
Segunda versión del Escudo (1936–1946).
Tercera versión del Escudo (1946–1956).
Cuarta versión del Escudo (1956–1991).
Versión empleada en documentos oficiales.

## Inscripciones
Las inscripciones con el lema ¡Proletarios de todos los países, uníos! en la última versión del Escudo son:
| Izquierda                                        | Centro                                              | Derecha                                       |
| Turcomano: Әхли юртларың пролетарлары, бирлешиң! |                                                     | Estonio: Kõigi maade proletaarlased, ühinege! |
| Tayiko: Пролетарҳои ҳамаи мамлакатҳо, як шавед!  | Armenio: Պրոլետարներ բոլոր երկրների, միացե'ք!       |                                               |
| Letón: Visu zemju proletārieši, savienojieties!  | Kirguís: Бардык өлкөлөрдүн пролетарлары, бириккиле! |                                               |
| Lituano: Visų šalių proletarai, vienykitės!      | Moldavo: Пролетарь дин тоате цэриле, уници-вэ!      |                                               |
| Georgiano: პროლეტარებო ყველა ქვეყნისა, შეერთდით! | Azerí: Бүтүн өлкәләрин пролетарлары, бирләшин!      |                                               |
| Uzbeko: Бутун дунё пролетарлари, бирлашингиз!    | Kazajo: Барлық елдердің пролетарлары, бірігіңдер!   |                                               |
| Ucraniano: Пролетарі всіх країн, єднайтеся!      | Ruso: Пролетарии всех стран, соединяйтесь!          | Bielorruso: Пралетарыі ўсіх краін, яднайцеся! |

## Escudos de las repúblicas

Escudo de la RSS de Armenia
Escudo de la  RSS de Azerbaiyán
Escudo de la  RSS de Bielorrusia
Escudo de la RSS de Estonia
Escudo de la RSS de Georgia
Escudo de la RSS de Kazajistán
Escudo de la RSS de Kirguistán
Escudo de la RSS de Letonia
Escudo de la RSS de Lituania
Escudo de la RSS de Moldavia
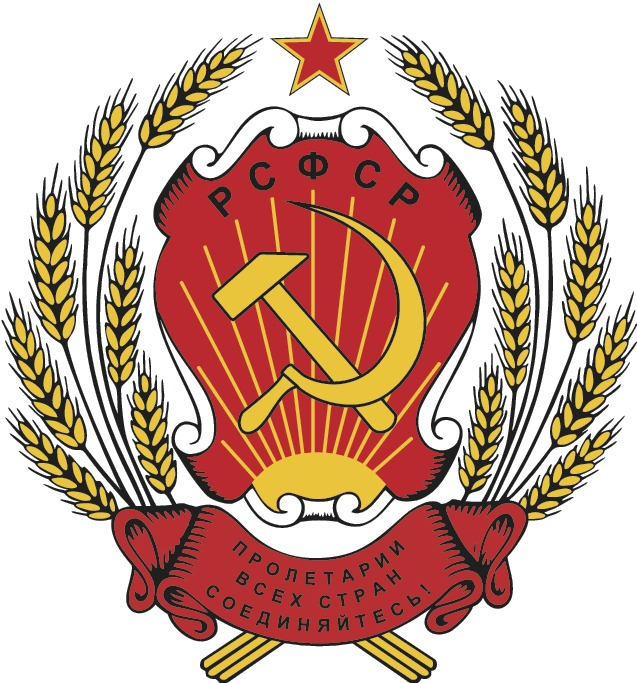
Escudo de la RSFS de Rusia
Escudo de la RSS de Tayikistán
Escudo de la RSS de Turkmenistán
Escudo de la RSS de Ucrania
Escudo de la RSS de Uzbekistán
Escudo de la RSS Carelo-Finesa (1940-1956)

## Influencia en otros escudos
El escudo de la Unión Soviética ha tenido una evidente influencia en escudos de armas de otros Estados socialistas surgidos a posterioridad, o que recibieron influencia soviética. A continuación se mencionan a algunos de ellos:

Escudo de la República Popular de Albania (1946-1991)
Escudo de la República Democrática Alemana (1950-1990)
Escudo de Angola (1975)
Escudo de Mozambique (1975)
Escudo de la República Popular de Benín (1975-1990)
Emblema de la República Popular de Bulgaria (1946-1990)
Emblema de la República Popular de Hungría (1949-1990)
Emblema de la República Socialista de Rumania (1948-1989)
Emblema Nacional de la República Popular China (1949)
Escudo de la República Popular del Congo (1970-1992)
Escudo de la República Federativa Socialista de Yugoslavia (1946-1991)
Emblema nacional de Corea del Norte (1948)
Emblema nacional de Vietnam (1955)
Emblema nacional de Afganistán (1978-1992)